# Aphaena amorifera
Aphaena amorifera är en insektsart som beskrevs av Schmidt 1924. Aphaena amorifera ingår i släktet Aphaena och familjen lyktstritar. Inga underarter finns listade i Catalogue of Life.